# سازمان جهانی صهیونیسم

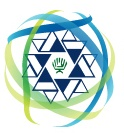
لوگو سازمان جهانی صهیونیسم

سازمان جهانی صهیونیسم (به انگلیسی: World Zionist Organization)، طی اولین همایش صهیونیسم که از ۲۹ تا ۳۱ اوت ۱۸۹۷ در شهر بازل کشور سوئیس برگزار شد، با هدف حمایت از جریان صهیونیسم و کمک به تشکیل کشور اسرائیل تأسیس گردید و در ژانویه ۱۹۶۰ به "سازمان جهانی صهیونیسم" تغییر نام داد.

## رؤسای سازمان جهانی صهیونیسم
- تئودور هرتسل (۱۸۹۷ تا ۱۹۰۴)
- دیوید ولفسن (۱۹۰۵ تا ۱۹۱۱)
- اوتو واربورگ (۱۹۱۱ تا ۱۹۲۱)
- حییم وایزمن (۱۹۲۱ تا ۱۹۳۱)
- ناحوم سوکولوف (۱۹۳۱ تا ۱۹۳۵)
- حییم وایزمن (۱۹۳۵ تا ۱۹۴۶)
- داوید بن گوریون (۱۹۴۶ تا ۱۹۵۶)
- ناحوم گلدمن (۱۹۵۶ تا ۱۹۶۸)
- ایهود اوریل (۱۹۶۸ تا ۱۹۷۲)[۱]